# Olimpio Alejandro Aguado

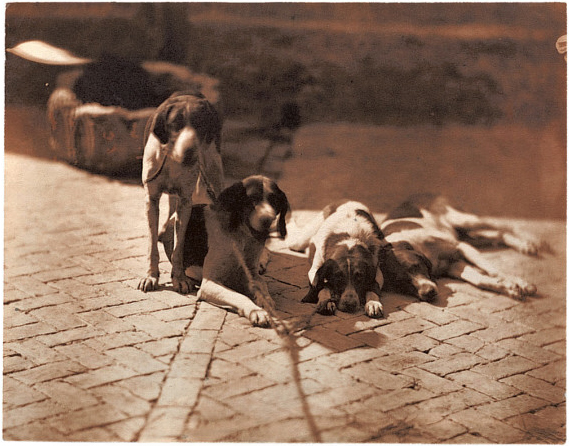
Perros de caza, 1853.

Olimpio Clemente Augusto Alejandro Aguado, más conocido como el Conde Olympe, (París, 3 de febrero de 1827 - Compiègne, 25 de octubre de 1894) fue un fotógrafo francés de origen sevillano que fue pionero en la realización de ampliaciones fotográficas.
Hijo de Alejandro María Aguado, marqués de las Marismas del Guadalquivir y perteneciente al círculo aristocrático de la corte de Napoleón III fue uno de los primeros amantes de Marie Duplessis, cuya vida inspiró la novela La dama de las camelias de Alexandre Dumas (hijo) así como la ópera La Traviata del compositor Giuseppe Verdi. Comenzó a interesarse en la fotografía por influencia del vizconde Vigier, siguiendo las enseñanzas de Gustave Le Gray y siendo cofundador de Société française de photographie.
Sus obras fotográficas se iniciaron la técnica del daguerrotipo pero posteriormente empleó el calotipo y el colodión húmedo. En 1855 abrió un estudio fotográfico en colaboración con su hermano Onésime en el que realizó retratos y produjo ampliaciones a partir de negativos de colodión que luego presentaba en la Société y en diversos concursos de fotografía.  Sus temas fotográficos eran variados pero destacan los trabajos sobre escenas callejeras en París, algunos retratos y paisajes del Berry.
Su trabajo se encuentra en las colecciones del Museo de Orsay, la Biblioteca Nacional de Francia y el Museo de arte de San Luis. El reconocimiento de su trabajo fotográfico a finales del siglo XX ha dado lugar a diversas exposiciones entre las que se puede destacar:
- Portraits d'artistes (Retratos de artistas) en 1986 en París.
- Olympe Aguado (1827-1894) photographe en 1997 en el museo de Estrasburgo.
- Exposición sobre Gustave Le Gray en 2002 en la Biblioteca Nacional de Francia.
- Le photographe photographié, l'autoportrait en France, de 1850 à 1914 (El fotógrafo fotografiado, el autorretrato en Francia entre 1850 y 1914) en 2004 en París.
- Un dilettante chez les primitifs, 1850-1865 (Un diletante entre los primitivos, 1850-1865) en 2004 en la Galería Baudoin Lebon de París.
- Figures et portraits (Figuras y retratos) en 2006 en París.